# جقه

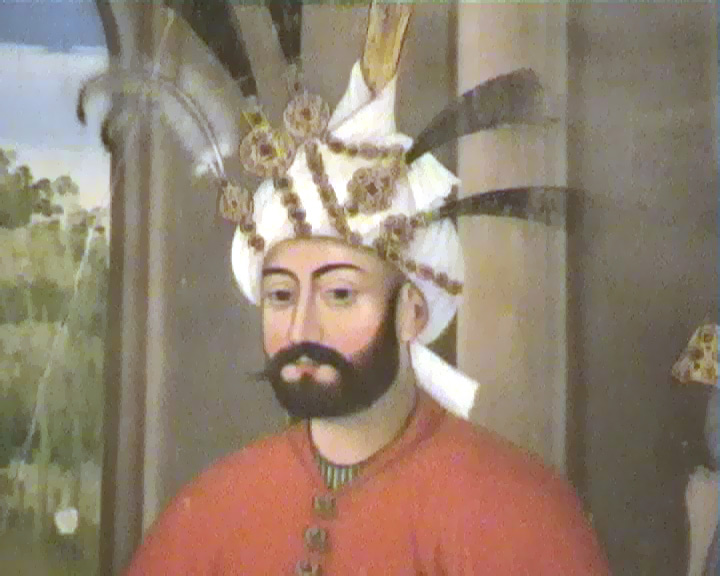
نگاره‌ای از شاه تهماسب یکم در کاخ چهل ستون، درحالی‌که تاجی با جقه‌های گوناگون بر سر دارد.

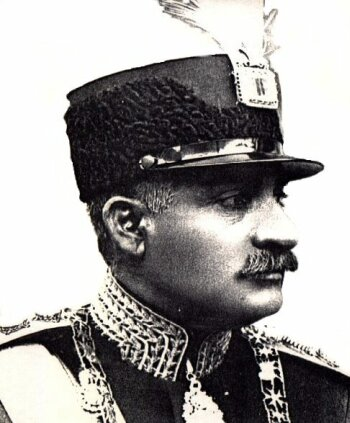
نگاره رسمی رضاشاه در آغاز پادشاهی با جقه‌ای مزین به الماس دریای نور

جـِقّه، جـِغّه، پَرَک یا تِل، قطعه‌ای زینتی، ساخته‌شده از پر و گوهر است که از آن بر بالای تاج، کلاه و دستار شاهان ایران و تعدادی دیگر از فرمانروایان جهان اسلام، ازجمله سلاطین امپراتوری عثمانی و ممالیک مصر استفاده می‌شد.
جقه نادری و جقه‌های به‌کاررفته در تاج‌های کیانی و پهلوی، مهم‌ترین جقه‌های ایرانی حاضر هستند که امروزه بخشی از جواهرات ملی ایران به‌شمار می‌روند.

## جقه نماد چیست
جقه نماد سرو فروافکنده‌است و این نماد سرو کشمر است که به دستور خلیفه آن را بریدند و فرو افکندند. روزنامه_ادب |۴۶| سال دویّم بتاریخ بیست و پنجم ربیع‌الاول ۱۳۲۰ و دویّم ژئون ماه فرانسه ۱۹۰۲ به نقل از منابع قدیمی می‌نویسد: چون سرو را فرو انداختند به بناها و کاریزهای آن ناحیه خلل عظیم رسید و مرغان مختلفه الالوان که بر آن آشیانه داشتند، از حد و حصر بیرون آمدند چنان‌که هوا پوشیده گشت و این مرغان به انواع و اصوات مختلفه خود نوحه و زجه می‌کردند و گاو و گوسفند و حیواناتی که در سایه سرو می‌آرمیدند، همه ناله و زاری آغاز نهادند چنان‌که هیچ‌کس را تاب شنیدن آن ناگواری نبود. مخفی نماناد که قدمای فرس به‌واسطه احترام سرو مزبور همه جا در نقاشی عمارت و نقش منسوجات و گلدوزی‌ها و غیرها صورت سروی که نوک مخروطی آن متمایل شده باشد، متداول ساخته‌اند و به‌عباره آخری آن را «بته جقه» می‌گویند؛ زیرا که از قدیم جقه ملوک عجم را به صورت سرو کاشمر می‌ساختند و حکمای فرس، سرو را رب‌النوع حیات دائمه نباتات می‌شمرند، همچنان که ماهی را رب‌النوع حیات باقیه حیوانات دانستندی و نشان ملتی بهدینان در همه جا سرو و ماهی بوده‌است… و گمان بهدینان براین بوده‌است که سرو و ماهی در نبات و حیوان بدون سبب خارجی زوال نمی‌یابند.